# Prosecká radiála
Prosecká radiála, na mapách značena také jako R8, je jedna z radiál propojujících Městský a Pražský okruh na severu Prahy.

## 1. část

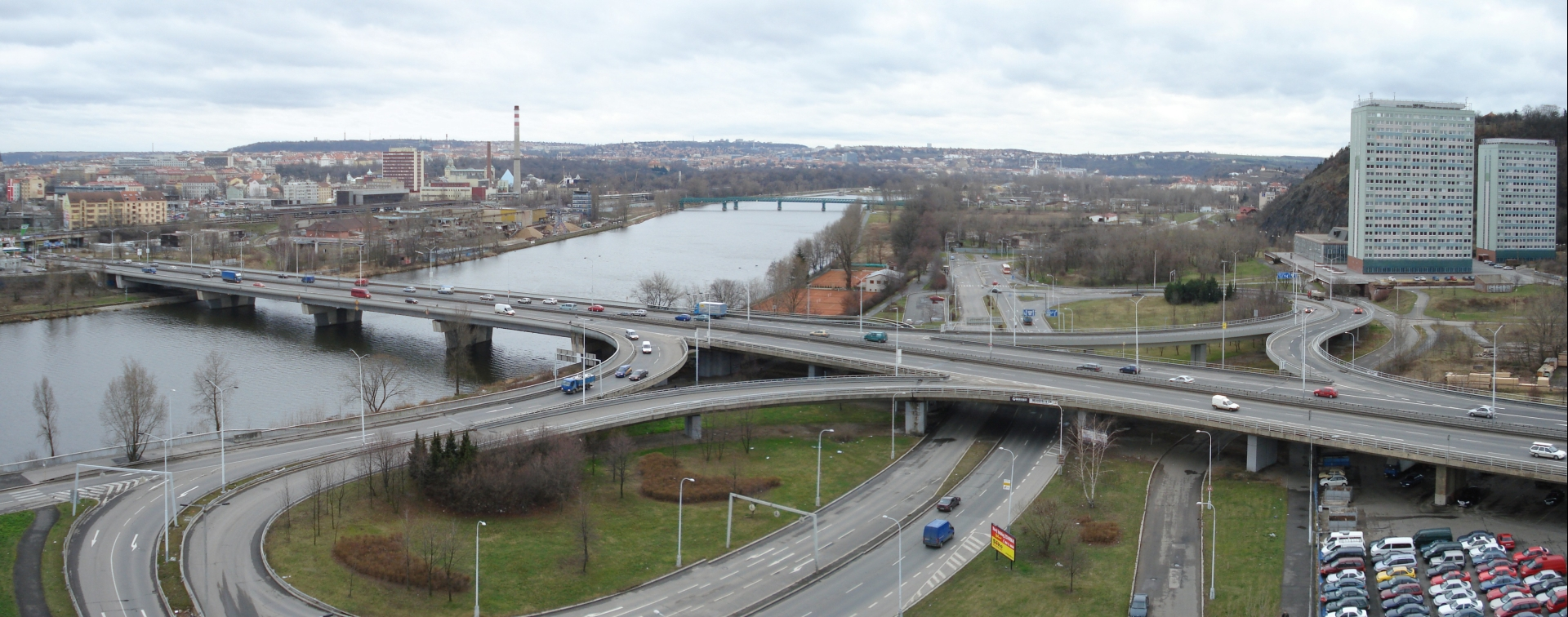
Most Barikádníků; Prosecká radiála zde začíná a pokračuje severovýchodním směrem (na obrázku směrem vpravo, stav k 1. březnu 2007).

Komunikace začíná na mimoúrovňové křižovatce u severního pravobřežního vyústění vltavského mostu Barikádníků. Stoupá vzhůru mezi městskou zástavbou jako ulice V Holešovičkách k mimoúrovňové křižovatce s ulicí Zenklova. Zde se nachází místo, kde došlo k atentátu na Heydricha, což připomíná v místě autobusové zastávky Vychovatelna Památník Operace Anthropoid. Odtud pokračuje vzhůru do kopce směrem k Proseku, Letňanům a Březiněvsi (a dálnici D8) jako Liberecká ulice k mimoúrovňové křižovatce s ulicí Vysočanská.
Zde byla radiála dočasně ukončena, doprava byla svedena na starou silnici přes Kobylisy a Dolní Chabry do Zdib.
Tato část byla dokončena kolem roku 1980. Dnes je to šestipruhová komunikace, která se nachází v bezprostřední blízkosti městské zástavby, proto některá místní občanská sdružení žádají převedení dopravně velmi vytižené radiály do tunelu.

## 2. část
Následuje mimoúrovňová křižovatka s Průmyslovým polookruhem. Odtud pokračuje jako Cínovecká ulice východně od Ďáblic k mimoúrovňové křižovatce se silnicí II/243 (ulice Ďáblická) v prostoru mezi Ďáblicemi a Březiněvsí, kde je v budoucnu plánované napojení Pražského okruhu. Radiála končí na mimoúrovňové křižovatce Zdiby, kde plynule přechází v dálnici D8.
Výstavba této části Prosecké radiály probíhala v období podzim 1988 až 1992.

## Okolní objekty
- Fakultní nemocnice Bulovka
- Památník Operace Anthropoid